# Maison du lieutenant de Lannoy
La Maison du lieutenant de Lannoy est un bâtiment de style Art nouveau édifié par l'architecte Paul Hamesse à Woluwe-Saint-Pierre, une commune de Bruxelles en Belgique.
Bien que classée en 1992, la maison est démolie en 1993 par le promoteur immobilier Paul Van Belle soutenu par le bourgmestre de Woluwe-Saint-Pierre Jacques Vandenhaute, malgré l'opposition du secrétaire d'État bruxellois Didier van Eyll,,.
Sa façade est finalement reconstruite en 2008.

## Localisation
La maison est située au numéro 120 de l'avenue de Tervueren, une artère cossue reliant Bruxelles à Tervuren.
Elle se dresse à quelques mètres du square Maréchal Montgomery, mieux connu des Bruxellois sous le nom de rond-point Montgomery, à l'extrémité nord-ouest du territoire de Woluwe-Saint-Pierre.

## Historique

### Construction
C'est en 1906 que Paul Hamesse dessine la maison pour le lieutenant de Lannoy,.

### Classement et démolition
Le bâtiment commence à défrayer la chronique en 1991 lorsque la commune de Woluwe-Saint-Pierre octroie au promoteur Paul Vanbelle un permis de démolir le bâtiment, en vue de son remplacement par un immeuble de commerce, de bureau et de logement, alors même que la procédure de classement par la Région de Bruxelles-Capitale était en cours.
Dans la polémique qui s'ensuit, l'échevin de l'urbanisme de Woluwe-Saint-Pierre, Willem Draps, qualifie le bâtiment « d'Hamesseke » (« petit Hamesse » en parler bruxellois).
Le 26 mars 1992, le gouvernement régional classe la façade et la toiture de l'immeuble,. Le promoteur  propose alors de démonter la façade classée pour la reconstruire ailleurs mais le gouvernement bruxellois refuse cette proposition.
Le 1er mai 1993, le promoteur fait abattre l'immeuble voisin : la façade classée de Hamesse, devenue instable, ferait courir des risques aux usagers de la station de métro Montgomery, ce qui amène le bourgmestre Jacques Vandenhaute à exiger le 21 mai des mesures de sécurité immédiates.
Le jeudi 20 mai, le Secrétaire d'État de la Région bruxelloise Didier van Eyll constate la présence de barrières Nadar sur le trottoir devant l'immeuble et envoie au bourgmestre de Woluwe-Saint-Pierre un télégramme qui dit « Si dégâts au 120, arrêt des travaux par la force publique ». Le lendemain matin, il demande un rapport d'expertise sur la stabilité de l'immeuble à l'ingénieur-architecte des monuments et sites, qui remet son rapport à 13h et conclut que « le danger d'effondrement n'est pas réel ».
Mais le soir du vendredi 21 mai 1993, la façade est poussée par une grue et couchée sur un matelas de sable.
Le Secrétaire d'État s'indigne alors : « Le danger d'effondrement a été fabriqué. Aucune pierre ne s'est jamais détachée de cette façade avant le 21 mai. C'est du mauvais cinéma, censé faire croire à l'instabilité du bâtiment ». Le bourgmestre Jacques Vandenhaute rétorque que le classement n'est inspiré que par des motifs de « politicaillerie » : « Le secrétaire d'État au patrimoine est un agité. Ses déclarations sont ridicules. Son incompétence est notoire dans les rangs de l'exécutif. Il a fait classer le 120 pour faire plaisir à ses amis politiques du FDF de Woluwe-Saint-Pierre ».
Les éléments de pierre bleue de la façade, endommagés durant la démolition, sont alors récupérés en vue d'un remontage et stockés dans un conteneur du magasin communal,.

## Architecture

L'oriel
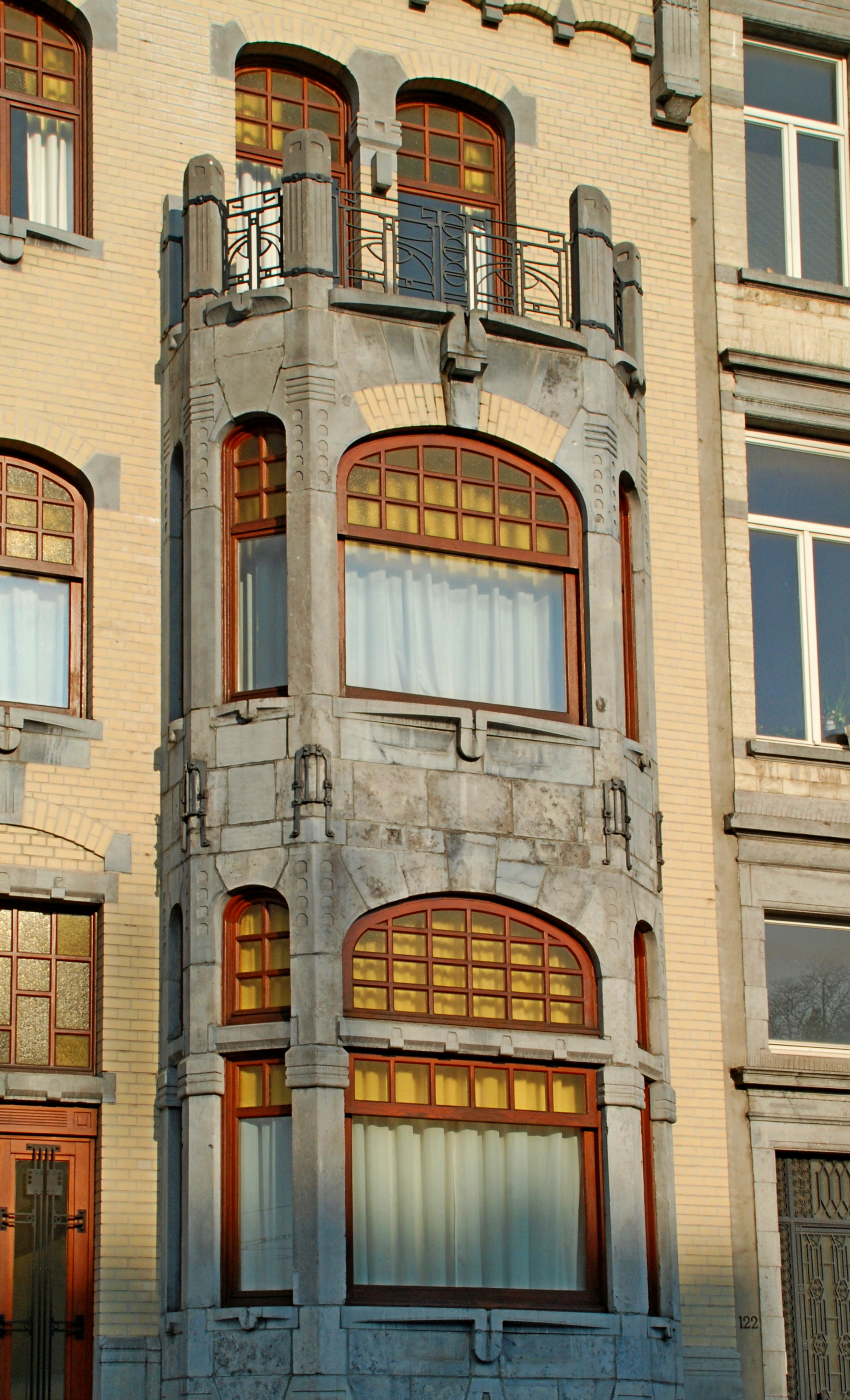
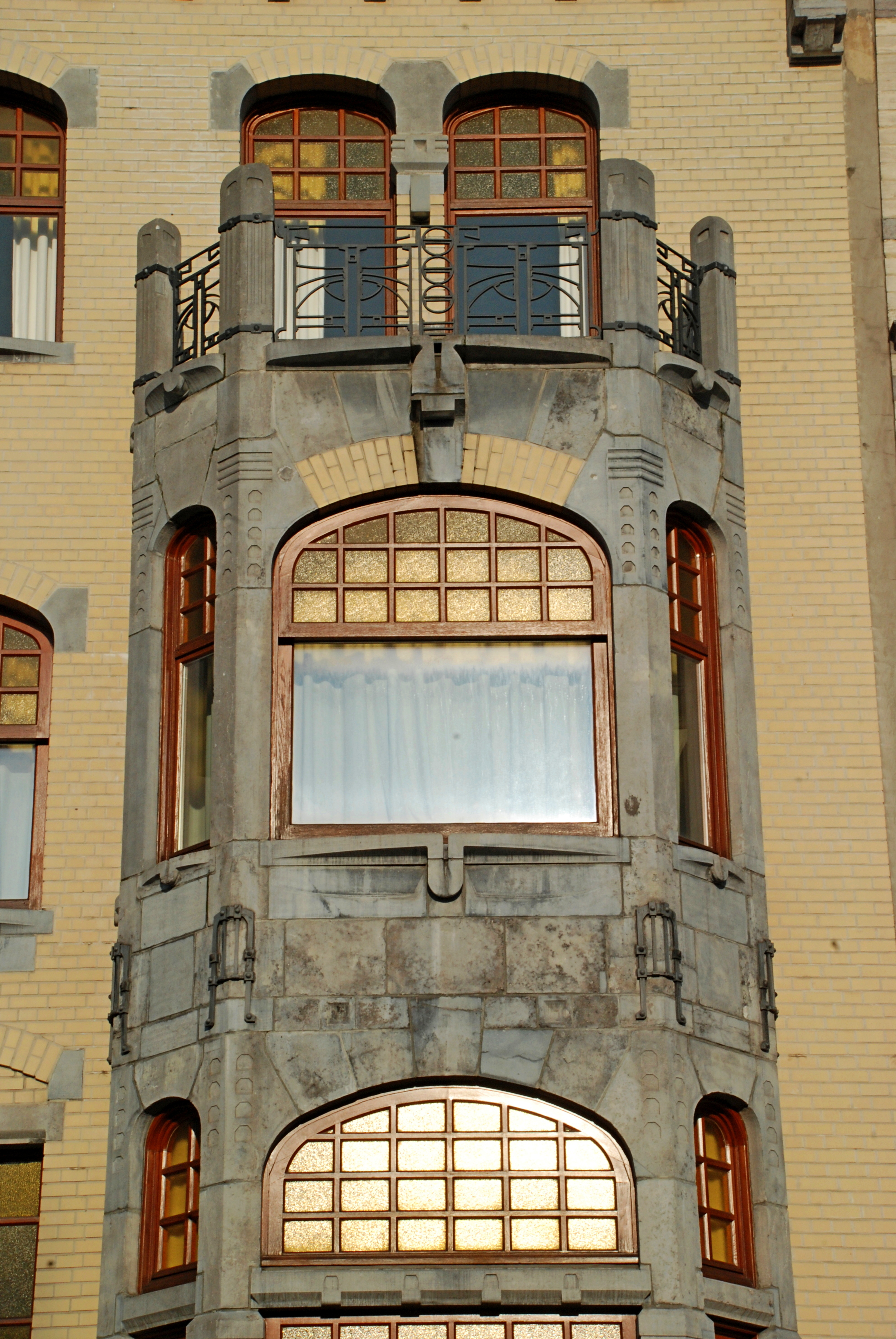
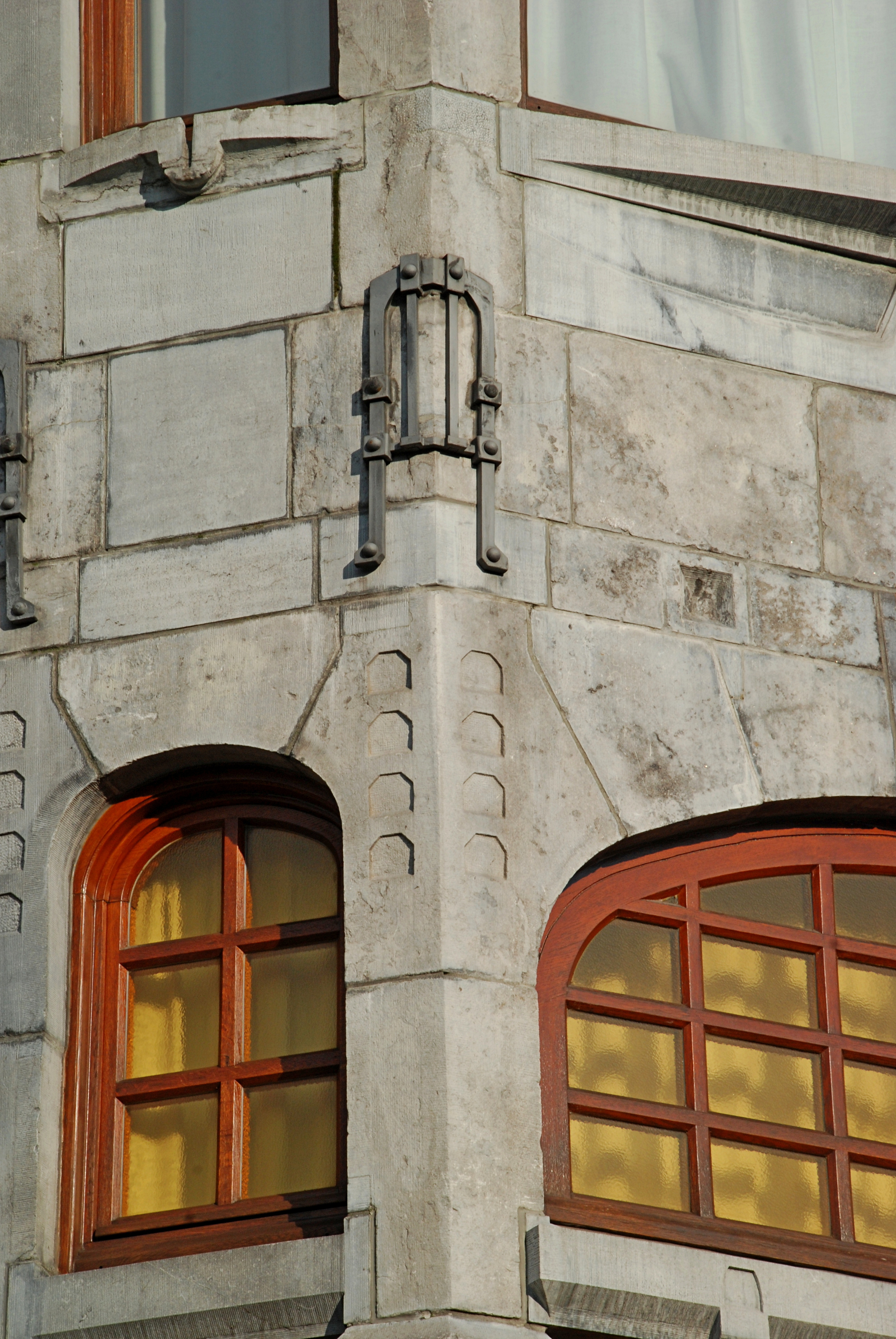